# Ramón Verea

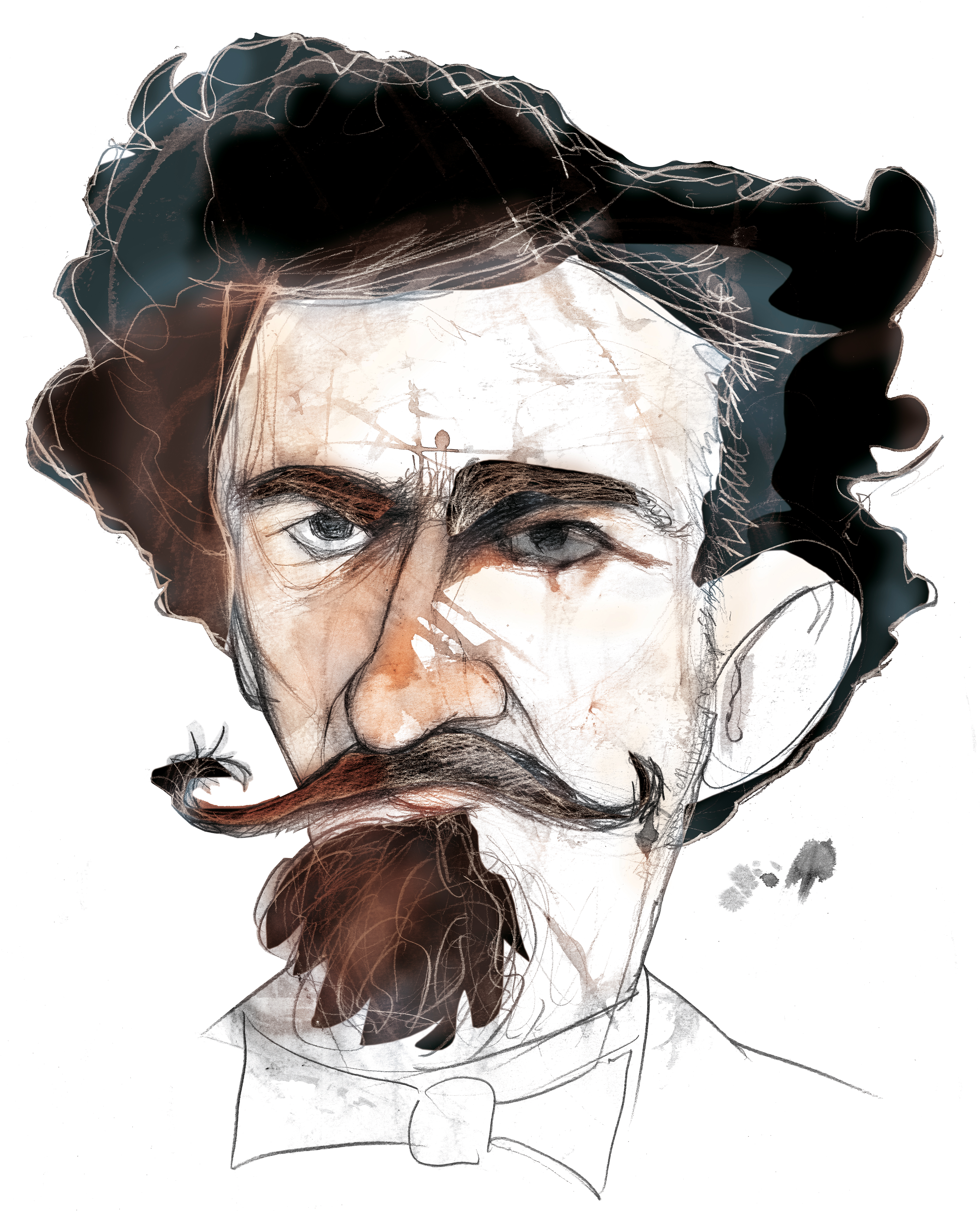

Ramón Verea (ur. 11 grudnia 1833 w La Estrada, Pontevedra, zm. 6 lutego 1899 w Buenos Aires) – hiszpański wynalazca, twórca pierwszego na świecie kalkulatora.
Ramon Verea żył w XIX wieku, do 21 roku życia mieszkał na Kubie, a potem w Nowym Jorku. W 1878 skonstruował kalkulator mnożący liczby bezpośrednio, a nie przez wielokrotne sumowanie. Zrobiona ze stali maszyna ważyła ok. 23 kg.
Verea twierdził później, że wymyślił maszynę nie po to, aby sprzedawać ją czy wprowadzić ją do użytku, lecz by pokazać, że również Latynosi mogą być wynalazcami, a nie tylko Amerykanie.